# Яне Веляноски
Яне Веляноски (на македонска литературна норма: Јане Велјаноски) е писател от Република Македония.

## Биография
Роден е в 1925 година в Кичево, тогава в Кралството на сърби, хървати и словенци. Завършва Висша административна школа в Скопие. Работи в Републиканския секретариат за вътрешни работи, където се пенсионира.
Заселва се в охридското село Подмоле. Умира в Охрид в 2000 година.

## Творчество
- Луѓе и ветрови (1978),[1]
- Морничави патеки (1978),[1]
- Трагите не се бришат (1989),[1]
- Кичевијата пред и во Илинденскиот период (1993),[1]
- Чекори кон виделината (1998).[1]